# Asura fulvimarginata
Asura fulvimarginata là một loài bướm đêm thuộc phân họ Arctiinae, họ Erebidae.